# Veľké Držkovce
Veľké Držkovce (Hongaars: Nagydraskóc) is een Slowaakse gemeente in de regio Trenčín, en maakt deel uit van het district Bánovce nad Bebravou.
Veľké Držkovce telt 660 inwoners.